# تلمبه خردمند
تلمبه خردمند یک منطقهٔ مسکونی در ایران است که در دهستان قلعه بیابان واقع شده‌است.